# Tachina grisescens
Tachina grisescens är en tvåvingeart som beskrevs av Johann Wilhelm Meigen 1838. Tachina grisescens ingår i släktet Tachina och familjen parasitflugor. Inga underarter finns listade i Catalogue of Life.